# China Datang Corporation
China Datang Corporation Limited (сокращённо CDT, Китайская корпорация «Датан») — китайская государственная энергетическая компания, входит в «большую пятёрку» электрогенерирующих компаний страны (наряду с China Huadian Corporation, China Guodian Corporation, China Huaneng Group и State Power Investment Corporation), а также в число крупнейших компаний Китая. 

## История
China Datang Corporation основана в 2002 году в результате раздела государственной группы State Power Corporation of China. В её состав вошли основанная в 1992 году Guangxi Guiguan Electric Power, акции которой с 2000 года котируются на Шанхайской фондовой бирже; основанная в 1993 году Datang Huayin Electric Power и основанная в 1994 году Datang International Power Generation Company, акции которой с 1997 года котируются на Гонконгской фондовой бирже. 
В 2004 году была основана компания China Datang Corporation Renewable Power, акции которой с декабря 2010 года котируются на Гонконгской фондовой бирже. Также в 2004 году была основана Datang Environment Industry Group, акции которой с ноября 2016 года котируются на Гонконгской фондовой бирже. С 2010 года China Datang Corporation постоянно входила в рейтинг Fortune Global 500. В 2023 году Datang International Power заняла 1242-е место в рейтинге Forbes Global 2000.

## Деятельность
China Datang Corporation владеет пятью листинговыми компаниями и десятками аффилированных структур. По состоянию на конец 2023 года установленная мощность электростанций компании превысила 180 ГВт (доля экологически чистых энергетических установок составила 46,24 %); общие активы превысили 890 млрд юаней. Энергетические и угольные активы China Datang Corporation расположены в 31 регионе Китая (включая Пекин, Тяньцзинь, Хэбэй, Ляонин, Хэйлунцзян, Внутренняя Монголия, Шаньси, Шэньси, Ганьсу, Сычуань, Тибет, Шаньдун, Аньхой, Хубэй, Хунань, Гуйчжоу, Гуанси, Хайнань и Гонконг), а также за рубежом (Мьянма, Лаос, Камбоджа, Сингапур, Индонезия и Узбекистан).
Среди крупнейших активов China Datang Corporation — угольная ТЭС Тогто в Хух-Хото (6,72 ГВт), ГЭС Лунтань (6,42 ГВт) в Тяньэ, ВЭС Сайханьба в Чэндэ (1,51 ГВт), СЭС в Увэе, угольные шахты в Ордосе и углехимический комбинат в Долон-Нуре.
За рубежом China Datang Corporation инвестировала в ГЭС Пакбенг в Лаосе (912 МВт), ГЭС Дапэйн I в Мьянме (240 МВт), ГЭС Стунг-Атай в Камбодже (120 МВт), ТЭС Пайра в Бангладеш (1,3 ГВт), ТЭС Мэулабо (450 МВт), ТЭС Сумсел (350 МВт), ТЭС Калтенг (230 МВт) и ТЭС Кендари (100 МВт) в Индонезии, ЛЭП Пномпень — Поусат — Баттамбанг (230 кВ) в Камбодже.

## Структура
- Datang International Power Generation Company Limited (Пекин) — основана в 1994 году, основной актив группы в сфере тепловой генерации. Компания строит и эксплуатирует ТЭС на угле и газу, эксплуатирует ГЭС, СЭС и ВЭС, снабжает потребителей электричеством и теплом, а также добывает, транспортирует и перерабатывает уголь. По состоянию на 2023 год Datang International Power имела более 29 тыс. сотрудников; продажи составляли 116,4 млрд юаней, чистая прибыль — 1,43 млрд юаней, активы — 304,04 млрд юаней[6][7][8][9][10][11].
- Datang Huayin Electric Power Company Limited (Чанша) — основана в 1993 году, управляет энергетическими активами группы в провинции Хунань (ТЭС, ГЭС, СЭС и ВЭС, а также добыча угля и операции с недвижимостью). По состоянию на 2023 год Datang Huayin Electric Power имела 4,38 тыс. сотрудников; продажи составляли 9,75 млрд юаней, активы — 24,06 млрд юаней[12][13][14][15][16].
- Guangxi Guiguan Electric Power Company Limited (Наньнин) — основана в 1992 году, управляет энергетическими активами группы в Гуанси (каскад ГЭС на реке Хуншуйхэ, а также ТЭС и ВЭС). По состоянию на 2023 год Guiguan Electric Power имела 3,52 тыс. сотрудников; продажи составляли 8,05 млрд юаней, чистая прибыль — 1,22 млрд юаней, активы — 47,28 млрд юаней[17][18][19][20][21].
- China Datang Corporation Renewable Power Company Limited (Пекин) — основана в 2004 году, основной актив группы в сфере ветряной и солнечной  генерации, а также энергии из биомассы. По состоянию на 2023 год Datang Renewable Power имела 4,18 тыс. сотрудников; продажи составляли 12,8 млрд юаней, чистая прибыль — 2,75 млрд юаней, активы — 101,5 млрд юаней[22][23][24][25][26].
- Datang Environment Industry Group Company Limited (Пекин) — основана в 2004 году, основной актив группы в сфере защиты окружающей среды (производство газовых и пылевых фильтров, катализаторов, систем вентиляции и очистки воды, энергосберегающего оборудования для тепловых электростанций). По состоянию на 2023 год Datang Environment Industry Group имела 1 тыс. сотрудников; продажи составляли 5,72 млрд юаней, валовая прибыль — 1,14 млрд юаней[27][28][29][30].
- Zhongxin Nenghua Science and Technology Company Limited — углехимическое подразделение группы по производству полипропилена, мочевины и природного газа[31].

## Галерея

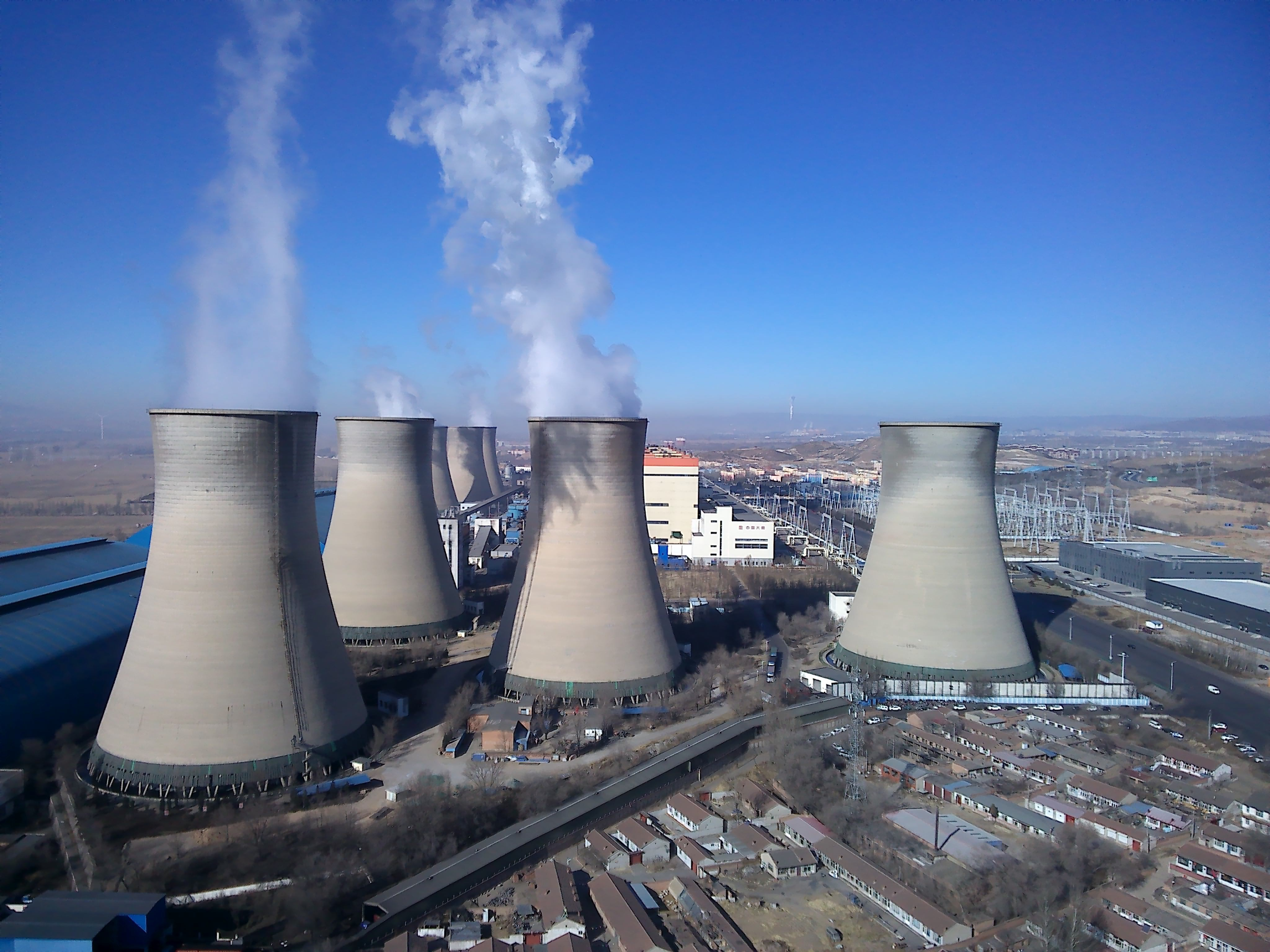
ТЭС в Чжанцзякоу
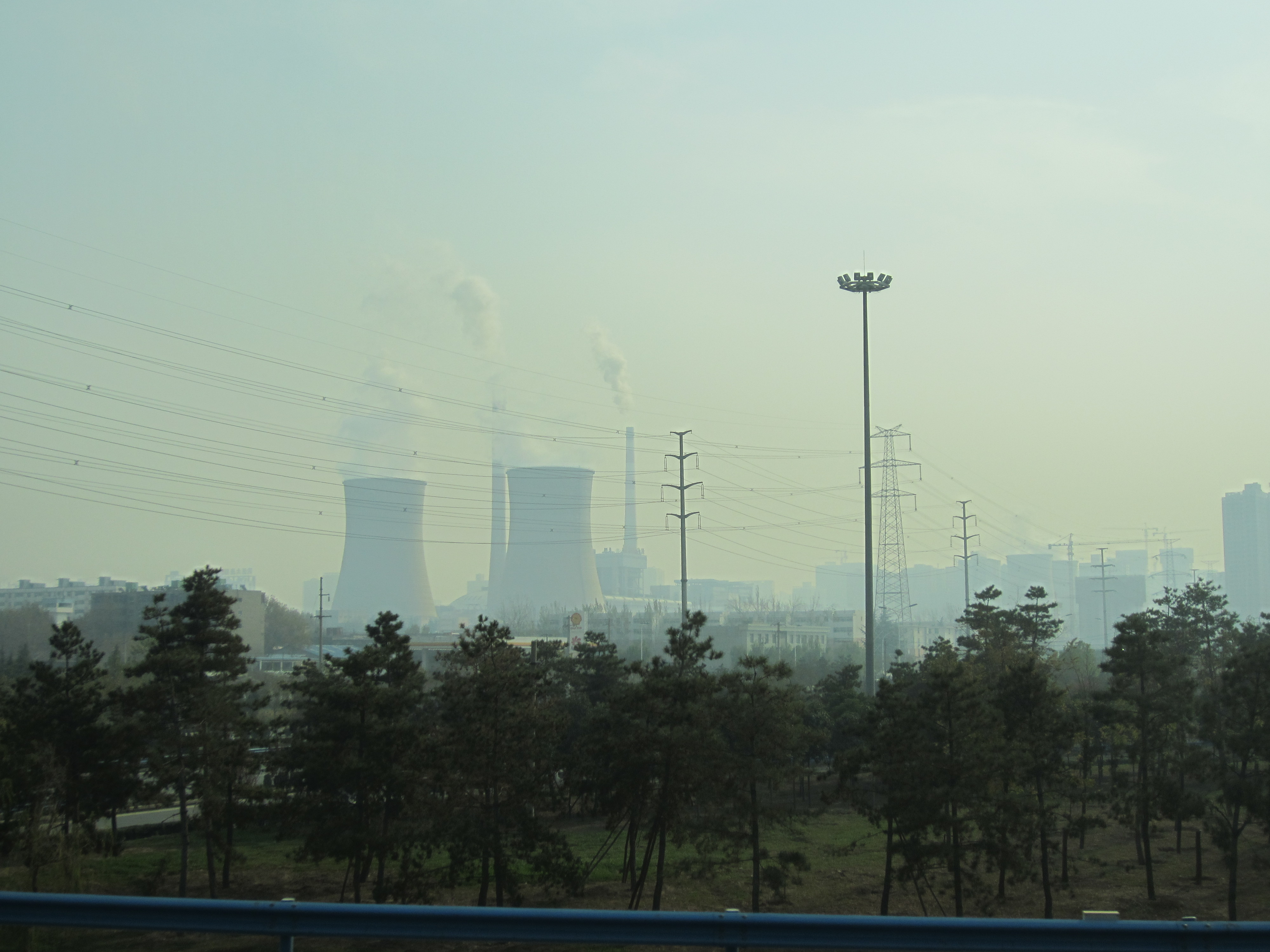
ТЭС в Бацяо
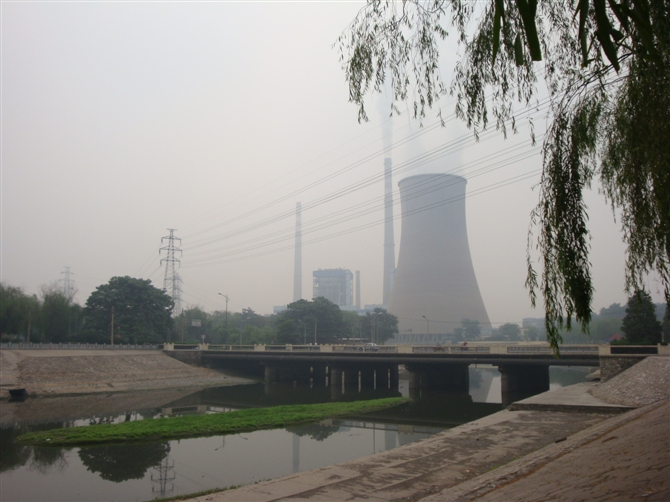
ТЭС в Таншане
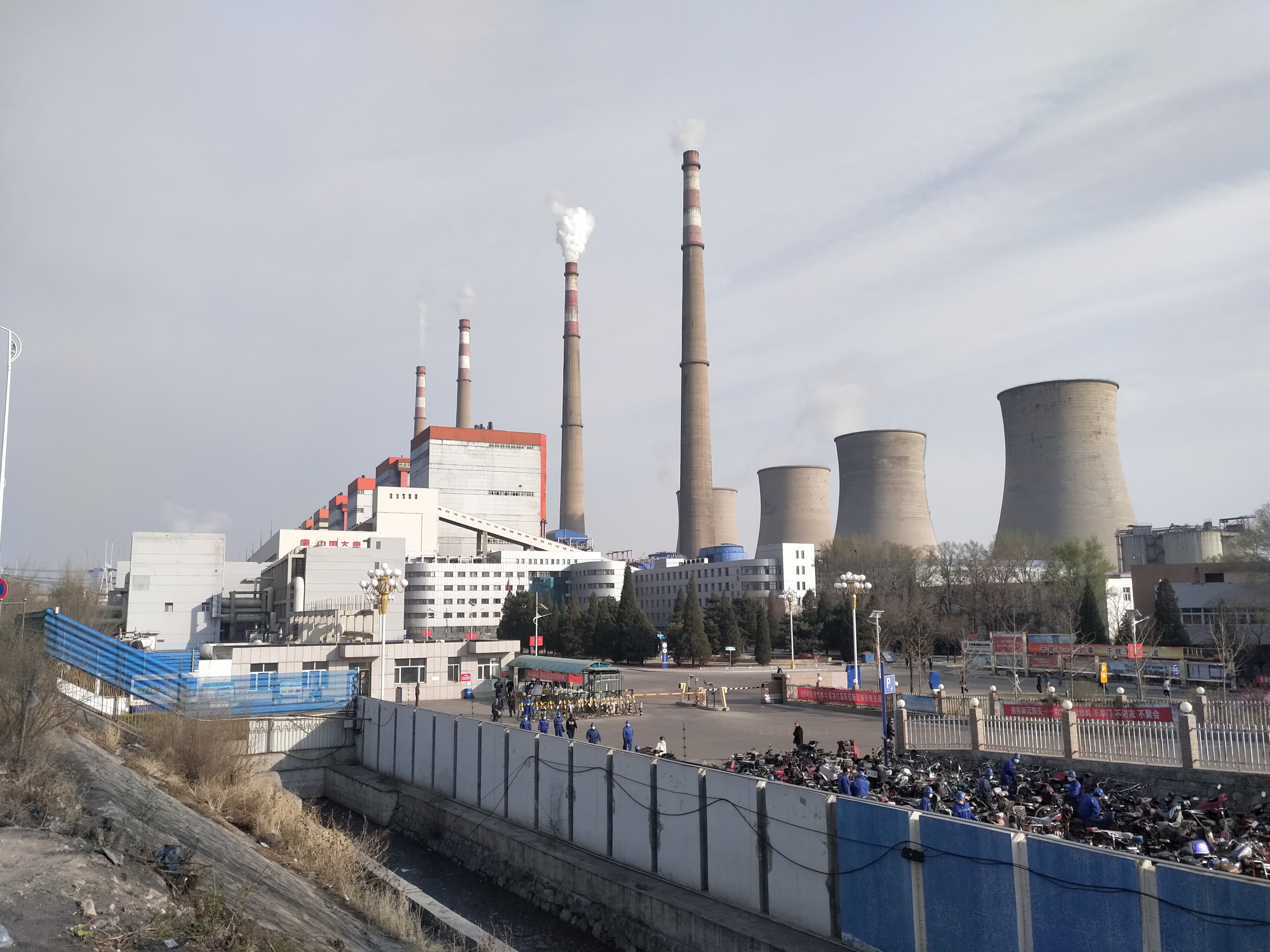
ТЭС в Чжанцзякоу
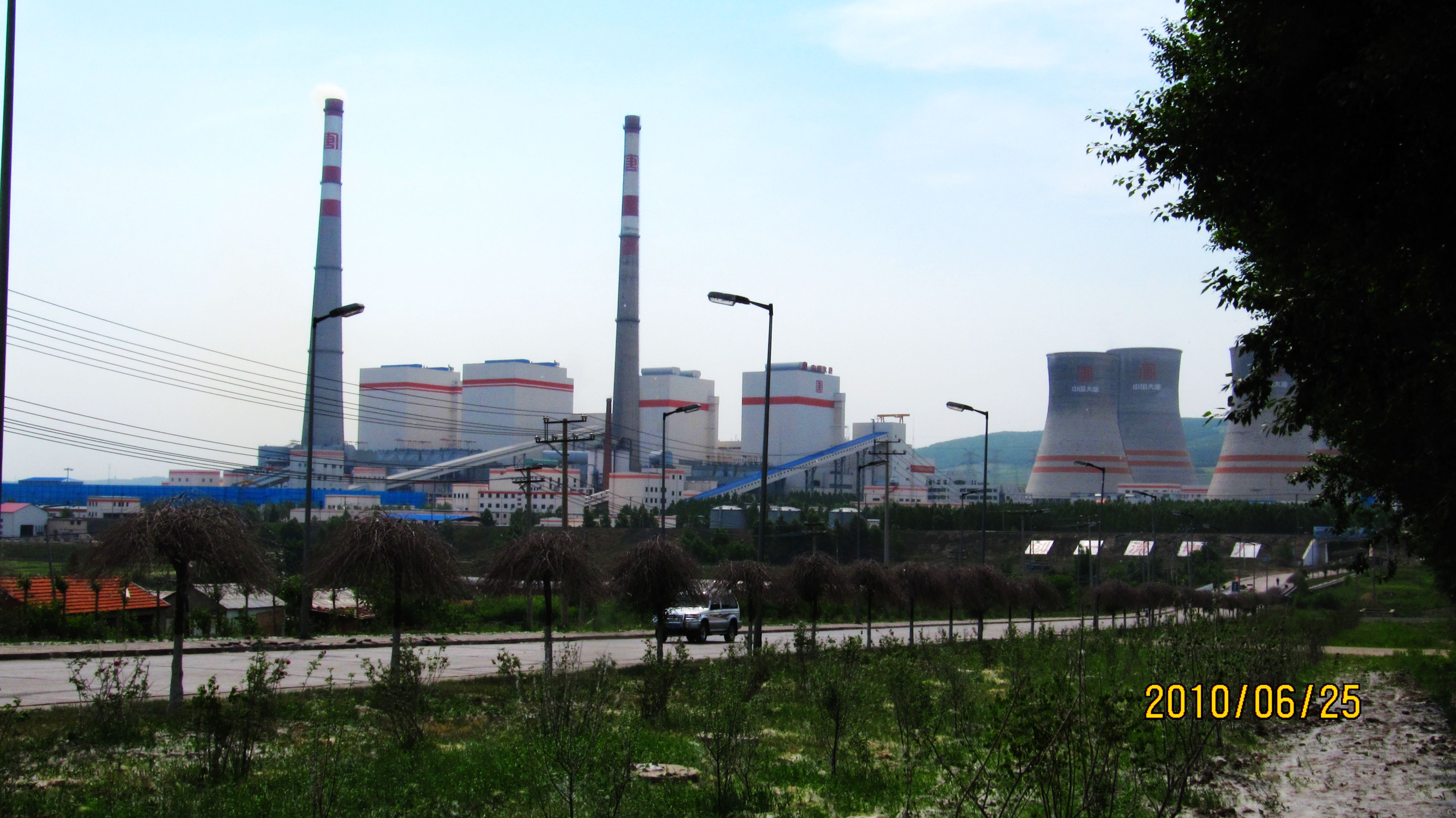
ТЭС в Таошане

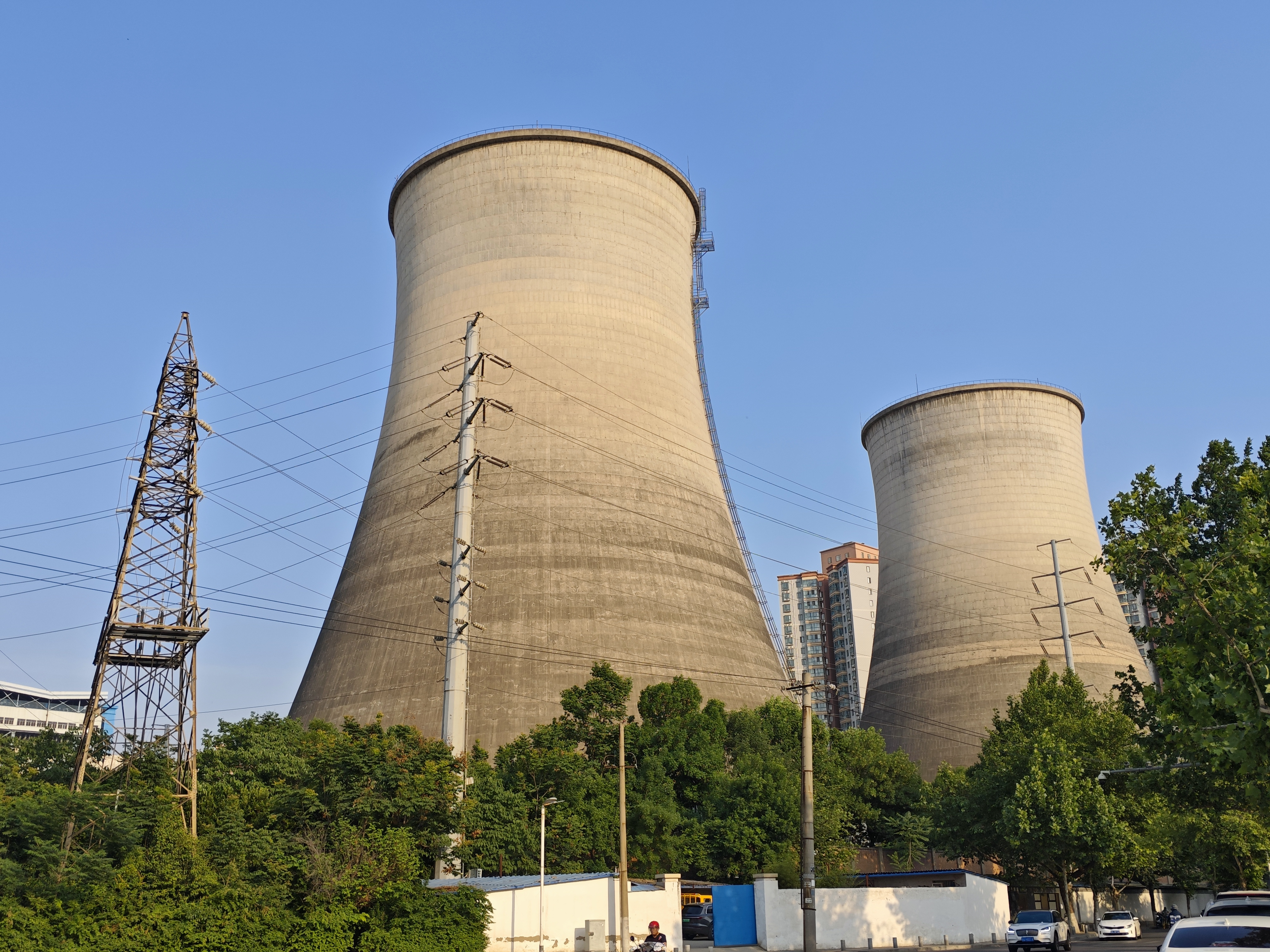
ТЭС в Бацяо
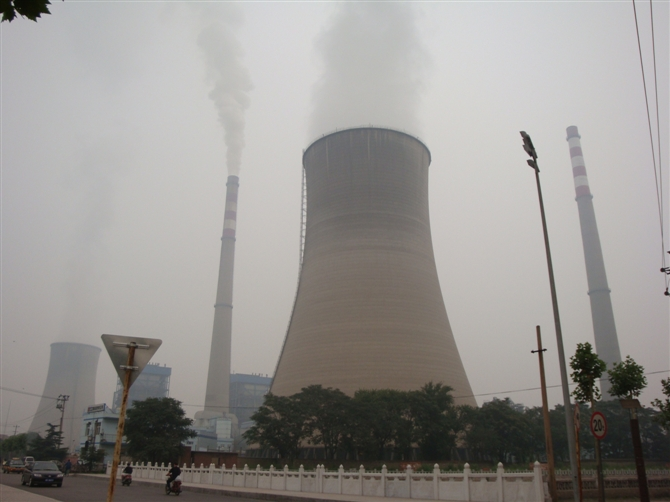
ТЭС в Таншане
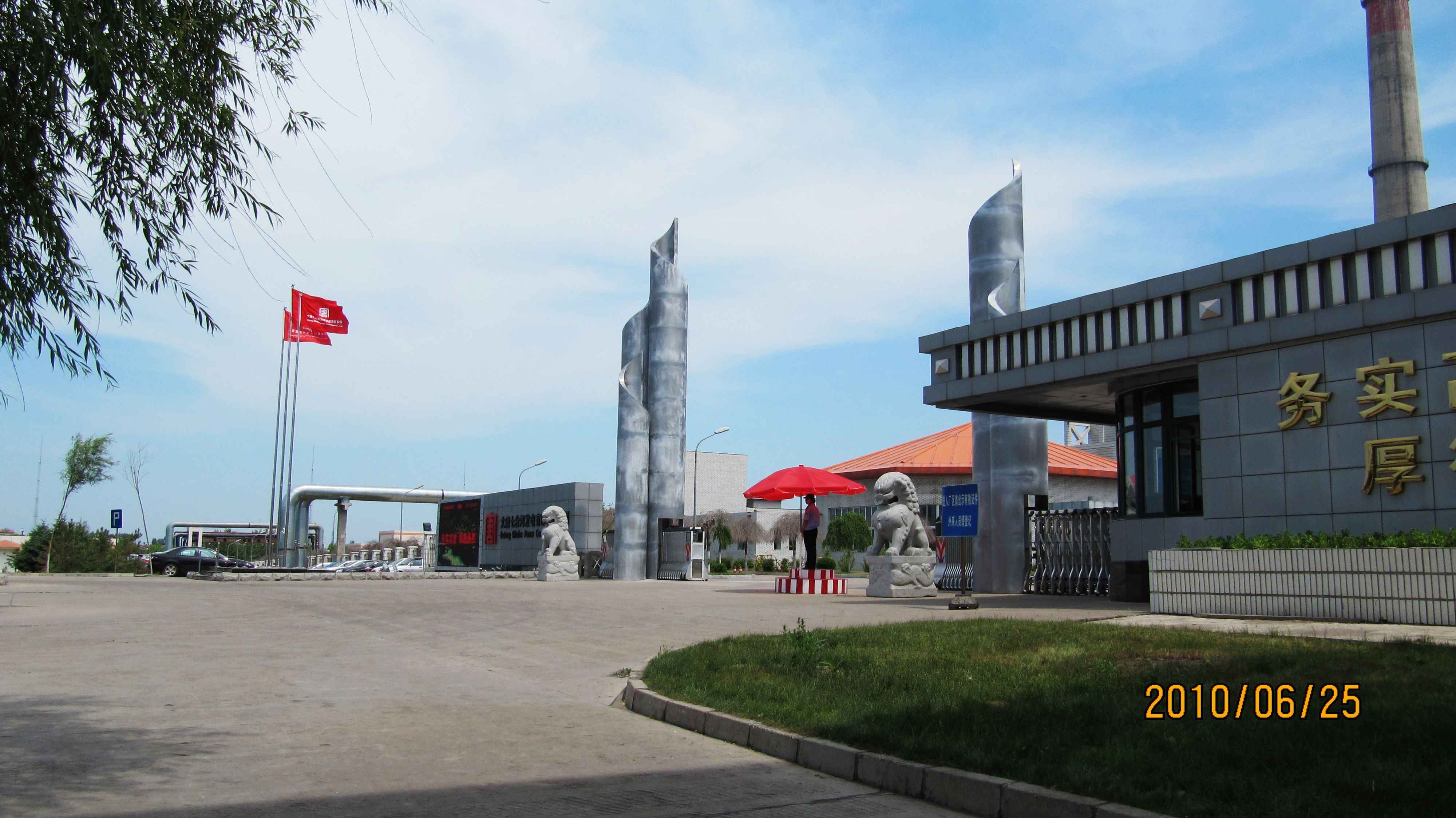
ТЭС в Таошане
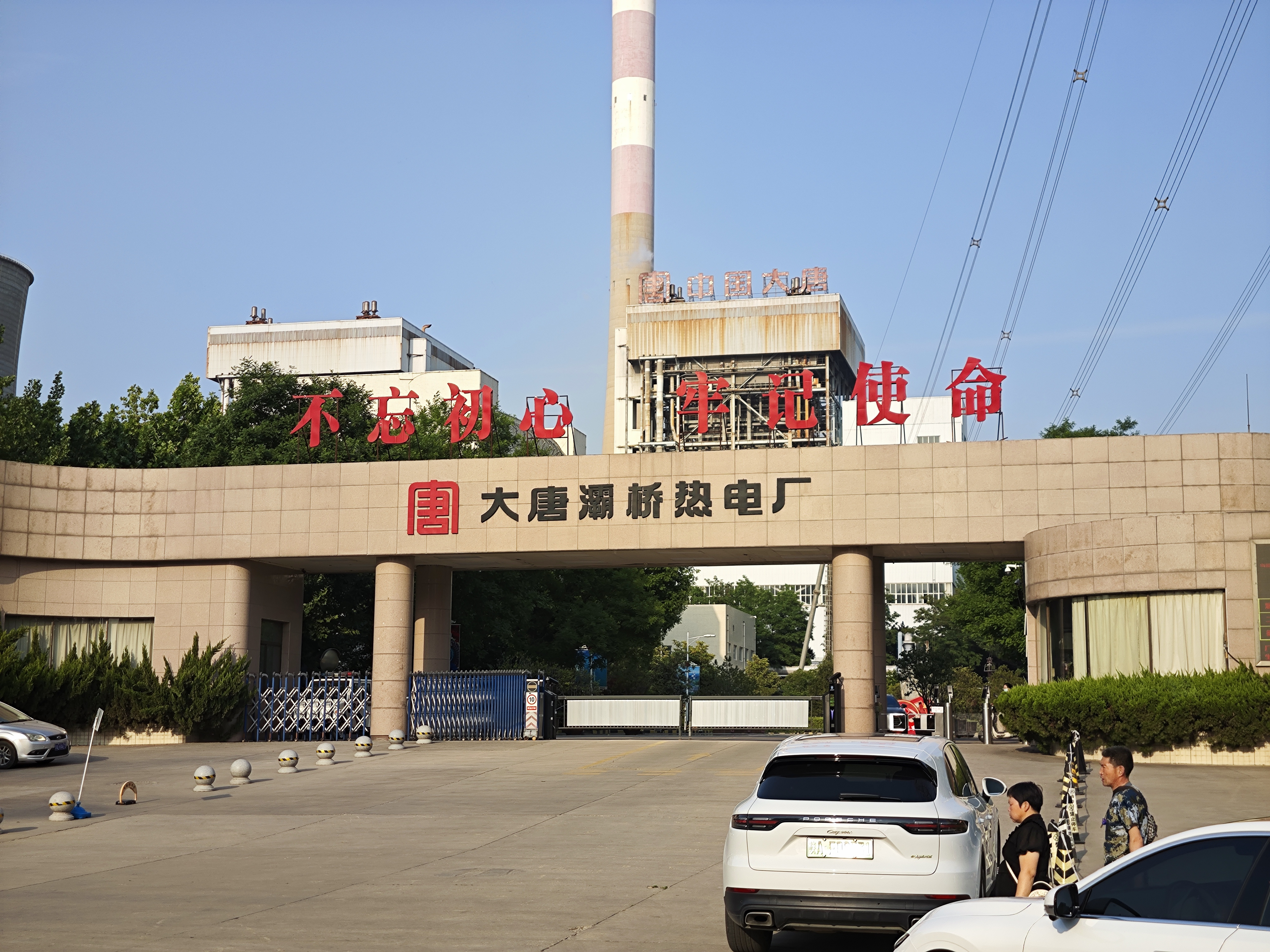
ТЭС в Бацяо
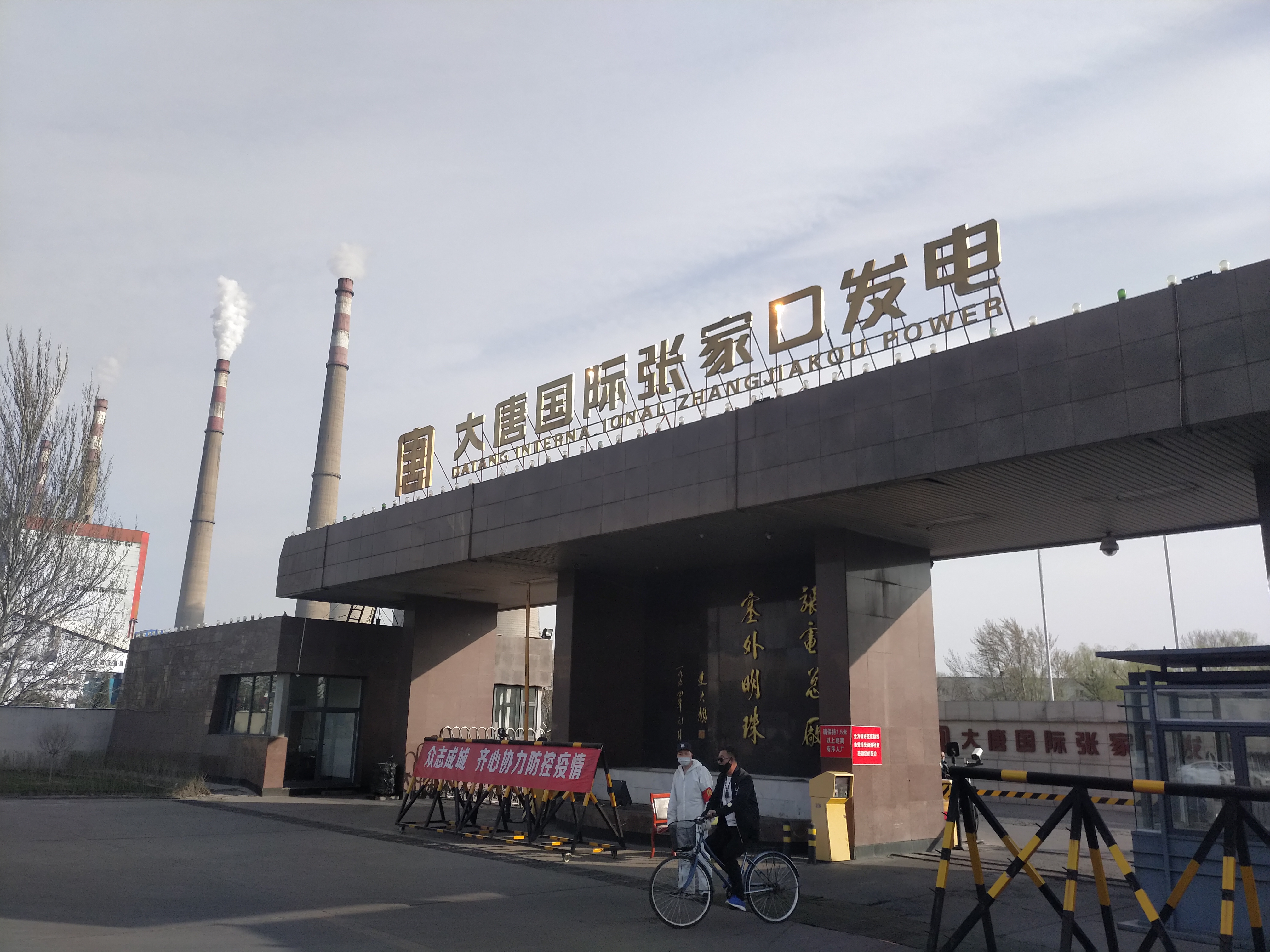
ТЭС в Чжанцзякоу